# Distrelec
Distrelec war ein Schweizer Handelsunternehmen für elektronische und technische Produkte und ist als Marke seit 2023 Teil der RS Group. Mit mehr als zehn Standorten, verteilt über ganz Europa, war das Unternehmen in über 30 Ländern aktiv, u. a. Schweiz, Deutschland, Österreich, Italien, Norwegen und Schweden.

## Geschichte
Das Unternehmen wurde 1973 gegründet und 1979 von der Dätwyler Holding übernommen.
Die deutsche Konzerntochter entstand aus dem ehemals selbstständigen Elektronik-Händler Schuricht GmbH, der 1949 von Dietrich Schuricht gegründet wurde. Nach der Übernahme im Jahr 2001 firmiere es zunächst als Distrelec Schuricht GmbH. Seit 2017 nennt sich die deutsche Konzerntochter Distrelec GmbH.
2008 wurde die schuldenfreie schwedische ELFA Gruppe übernommen um die Zielmärkte Skandinavien, das Baltikum und Osteuropa vollständig zu erschliessen. Die schwedische Konzerntochter wurde umbenannt in Elfa Distrelec AB.
Im August 2019 wurde Distrelec von der Private-Equity-Gesellschaft Aurelius übernommen. Am 27. April 2023 wurde die Übernahme von Distrelec durch die RS Group zum Preis von € 365 Mio. angekündigt. Sie wurde bis Anfang Juli 2023 abgeschlossen.